# ۱۵۶ (میلادی)

## زادروزها
- امپراتور لینگ از دودمان هان چین